# Мертинген
Мертинген (на немски: Mertingen) е община в район Донау-Рис, окръг Швабия, в Бавария, Германия.
Намира се близо до град Донаувьорт и на около 35 km северно от Аугсбург. Има 3.234 жители (31 декември 2010).
Мертинген лежи на малката река Шмутер, малко преди сливането ѝ в Дунав.
Мертинген е заселен още от старокаменната епоха. Намерена е рядка каменна брадва. Римляните завладяват територията около Алпите по времето на Август през 15 пр.н.е. С името Vindelicien градът е в римската провинция Реция с главен град и легионерски лагер Аугсбург (Augusta Vindelicorum). Тук свършва построеният през 44 г. римски път от Италия през Аугсбург Виа Клавдия Августа. Наблизо се намирал и римският военен Дунавски южен път (via iuxta danuvii). Споменат е за пръв път с името „Mardinga“ през 969 г. в документ на епископ Улрих.
През 1870 г. наблизо се заселват Менонити от Баден.